# Rhacophorus arboreus
Espèce
Synonymes
- Polypedates schlegelii var. arborea Okada & Kawano, 1924
- Polypedates schlegelii var. intermedia Okada & Kawano, 1924

Statut de conservation UICN

 LC  : Préoccupation mineure
Rhacophorus arboreus est une espèce d'amphibiens de la famille des Rhacophoridae.

## Répartition et habitat
Cette espèce est endémique des îles de Honshū et de Sado au Japon. Elle a été introduite dans les îles d'Izu Ōshima dans l'archipel d'Izu et de Niijima.
Elle vit dans les forêts de basse altitude et de montagne, jusqu'à une altitude de 2 000 m. En dehors de la saison de reproduction, on la trouve dans les arbres ou sur la litière de feuilles. Pendant la saison de reproduction, on la trouve dans les étangs et les cultures de riz

## Description
Rhacophorus arboreus mesure de 42 à 60 mm pour les mâles et de 59 à 82 mm pour les femelles. Son dos est vert brillant parfois taché de brun ou de noir. Son ventre est blanc ou crème avec des taches brunes. Son iris varie de l'orange au brun rougeâtre.

## Homonymie
Il ne faut pas confondre cette espèce, décrite par Okada & Kawano en 1924,  avec Rhacophorus arboreus Ahl, 1928 qui est, quant à elle, synonyme de Boophis microtympanum (Boettger, 1881).

## Publication originale
- Okada & Kawano, 1924 : Two new varieties of Japanese green frogs and their ecological distribution. Zoological Magazine (Tokyo), vol. 36, p. 104-109 et p. 140-153.